# 11844 Ostwald
11844 Ostwald là một tiểu hành tinh vành đai chính với chu kỳ quỹ đạo là 2071.6193330 ngày (5.67 năm).
Nó được phát hiện ngày 22 tháng 8 năm 1987.